# Cryptophaps poecilorrhoa
La paloma culipinta o paloma celebiana (Cryptophaps poecilorrhoa) es una especie de ave columbiforme de la familia Columbidae, la única del género Cryptophaps.

## Distribución geográfica
Es endémica de las selvas montanas de Célebes.